# Volta NXT Classic 2025
De 50e editie van de wielerwedstrijd Volta NXT Classic vond plaats op 5 april 2025. De wedstrijd startte en finishte in de Diepstraat in Eijsden. Vanwege de NAVO-top in juni in Den Haag, was er voor veel wielerwedstrijden dit jaar geen politiebegeleiding beschikbaar. De organisatie had dit opgelost door de inzet van burgermotards en het aanpassen van het parcours.

## Mannen
De wedstrijd voor de mannen was 189,8 kilometer lang en maakt deel uit van de UCI Europe Tour, met de categorie 1.1. Deze keer werd de Belgische Voerstreek niet aangedaan en het parcours was aangepast naar een lus van 42 km die vier keer werd gereden. In de bijna 190 km werden 38 beklimmingen en 2.400 hoogtemeters gereden. Op de kasseien in de Diepstraat was de Nieuw-Zeelander Dion Smith de snelste uit een kopgroep van zes.

### Uitslag
| Plaats  | Naam                   | Ploeg                       | Tijd     |
| ------- | ---------------------- | --------------------------- | -------- |
| Winnaar | Dion Smith             | Intermarché-Wanty           | 4u23'22" |
| 2       | Frank van den Broek    | Dev. Team Picnic PostNL     | z.t.     |
| 3       | Niklas Larsen          | BHS-PL Beton Bornholm       | z.t.     |
| 4       | Milan Lanhove          | Team Flanders-Baloise       | z.t.     |
| 5       | Jonathan Vervenne      | Soudal-Quick-Step Devo Team | z.t.     |
| 6       | Jelle Johannink        | Unibet Tietema Rockets      | + 4"     |
| 7       | Milan Menten           | Lotto                       | z.t.     |
| 8       | Henri Uhlig            | Alpecin-Deceuninck          | z.t.     |
| 9       | Steffen De Schuyteneer | Lotto                       | z.t.     |
| 10      | Hugo Hofstetter        | Israel Premier Tech Academy | z.t.     |

## Vrouwen
De 13e editie voor de vrouwen was 118,4 kilometer lang en werd voor het eerst verreden als UCI-wedstrijd met 1.2-status.
Er stond met VolkerWessels één ProTeam aan de start, aangevuld met enkele clubteams en vijftien continentale ploegen, waaronder het Belgische Lotto Ladies, de Italiaanse ploegen BePink-Imatra-Bongioanni en Aromitalia 3T Vaiano en de opleidingsploegen van UAE Team ADQ, Liv AlUla Jayco, Fenix-Deceuninck en AG Insurance-Soudal. Namens de nationale selectie deden de volgende zes rensters mee: Nina Buysman, Esmée Peperkamp, Rosita Reijnhout, Lauren Molengraaf, Puck Pinxt en de latere winnares Femke Gerritse. Zij won met overmacht de sprint van een grote groep.

### Uitslag
| Plaats  | Naam                   | Ploeg                    | Tijd     |
| ------- | ---------------------- | ------------------------ | -------- |
| Winnaar | Femke Gerritse         | Nederlandse selectie     | 3u03'25" |
| 2       | Meike Uiterwijk Winkel | BePink-Imatra-Bongioanni | + 1"     |
| 3       | Lonneke Uneken         | Nederlandse selectie     | z.t.     |
| 4       | Cecilia van Zuthem     | Fenix-Deceuninck Dev.    | z.t.     |
| 5       | Alice McWilliam        | Hess Cycling Team        | + 3"     |
| 6       | Hanna Tserakh          | Aromitalia 3T Vaiano     | z.t.     |
| 7       | Paula Blasi            | UAE Team ADQ Dev.        | z.t.     |
| 8       | Aidi Gerde Tuisk       | Team Coop-Repsol         | z.t.     |
| 9       | Audrey De Keersmaeker  | Lotto Ladies             | z.t.     |
| 10      | Rasa Leleivytė         | Aromitalia 3T Vaiano     | z.t.     |

1973 · 1974 · 1975 · 1976 · 1977 · 1978 · 1979 · 1980 · 1981 · 1982 · 1983 · 1984 · 1985 · 1986 · 1987 · 1988 · 1989 · 1990 · 1991 · 1992 · 1993 · 1994 · 1995 · 1996 · 1997 · 1998 · 1999 · 2000 · 2001 · 2002 · 2003 · 2004 · 2005 · 2006 · 2007 · 2008 · 2009 · 2010 · 2011 · 2012 · 2013 · 2014 · 2015 · 2016 · 2017 · 2018 · 2019 · 2020 · 2021 · 2022 · 2023 · 2024 · 2025